# Каштановобрюхий ястреб
Каштановобрюхий ястреб (лат. Aerospiza castanilius) — вид хищных птиц из семейства ястребиных (Accipitridae). Выделяют два подвида. Распространён в западной и центральной Африке.

## Описание
Небольшой ястреб длиной 28—37 см и размахом крыльев от 43 до 58 см. Самки тяжелее самцов и весят от 147 до 200 г, тогда как самцы 115—150 г. Стройная птица с тяжёлым клювом, длинными ногами и короткими пальцами (кроме необычно длинного, тонкого среднего пальца). Очень короткие закругленные крылья, кончики которых доходят только до верхних частей кроющих перьев длинного закруглённого хвоста. Верхняя часть тела синевато-чёрная, щёки и мантия с сероватым оттенком. Хвост с неясными полосами и тремя белыми пятнами посередине. Нижняя часть тела белая. Горло исчерчено серыми полосками. Центр груди и брюхо с многочисленными рыжевато-каштановыми полосами. Бока и бёдра рыжевато-коричневые. У взрослых особей радужная оболочка красная или красновато-коричневая, у ювенильных — от серовато-коричневого до зеленовато-жёлтого цвета. Восковица и ноги жёлтые, у молоди зеленовато-жёлтые. Половой диморфизм в окраске оперения слабо выражен. Самки коричневато-чёрные сверху, коричневые части тела темнее, исчерченность груди и бёдер более густая.

## Биология
Каштановобрюхий ястреб обитает в основном в низменных тропических лесах, главным образом в среднем ярусе, но может адаптироваться к густым вторичным лесам. Встречается на высоте до 750 м над уровнем моря.
Каштановобрюхий ястреб питается преимущественно птицами (массой около 40 г, например, ткачиковые) и мелкими млекопитающими (рукокрылые, мыши и др.). В состав рациона также входят насекомые, ящерицы, лягушки и маленькие змеи. Охотится с низкой, хорошо скрытой присады. Иногда следует за кочевыми муравьями и охотится на убегающих от них животных.
Биология размножения не изучена. В Габоне откладывает яйца с января по апрель.

## Подвиды и распространение
Выделяют два подвида:
- A. c. castanilius (Bonaparte, 1853) —	от юга Нигерии до Габона и запада Демократической Республики Конго
- A. c. beniensis (Lönnberg, 1917) — восток Демократической Республики Конго